# 돌루테그라비르/라미부딘
도바토(Dovato)라는 상품명으로 판매되는 돌루테그라비르/라미부딘(Dolutegravir/lamivudine)은 HIV/AIDS 치료를 위한 고정된 용량의 항레트로바이러스 병용 약물이다. 이 약물은 인테그레이즈 억제제(integrase inhibitor)인 돌루테그라비르와 역전사효소 억제제인 라미부딘을 포함한다.
이 약물은 경구투여 제제이다.
2019년 4월 미국에서 사용이 승인되었고 유럽 연합에서는 2019년 7월에 승인되었다.
가장 흔한 부작용은 두통, 설사, 메스꺼움, 수면곤란이다. 가장 심각한 부작용은 발진과 심각한 간 질환을 포함한 알레르기 반응이다.

## 의학적 사용
EU에서 돌루테그라비르/라미부딘은 최소 40kg의 12세 이상 청소년 및 성인의 인간 면역 결핍 바이러스 유형 1(HIV-1) 감염을 치료하는 용도로 허가되었으며, 인테그레이즈 억제제 또는 라미부딘의 저항성에 대해선 알려진 바가 없고 의심되는 바가 없다.

## 역사
돌루테그라비르/라미부딘은 2019년 4월 미국에서, 2019년 7월 유럽연합에서 사용이 승인되었다.

## 임상 시험 결과
1,441명의 피험자가 참여한 두 개의 주요 임상연구에서는, 돌루테그라비르와 라미부딘의 병용 요법이 3중 병용 요법(돌루테그라비르+테노포비르+엠트리시타빈)만큼이나 혈액 내 HIV의 양을 낮추는 데 효과적이라는 것을 보여주었다.
이러한 연구에서, 돌루테그라비르/라미부딘을 복용한 HIV-1 환자 중 91%가 48주 후 더 이상 검출 가능한 수준의 HIV를 가지고 있지 않았다. (50copies/ml 미만) 반면, 3중 결합을 복용한 환자군은 93%에서 HIV를 검출할 수 없었다. (50copies/ml 미만) 두 연구 모두에서 48주 후 치료에 대한 내성의 사례는 없었다.